# Dactylosternum subdepressum
Dactylosternum subdepressum är en skalbaggsart som först beskrevs av François Louis Nompar de Caumont de Laporte 1840.  Dactylosternum subdepressum ingår i släktet Dactylosternum och familjen palpbaggar.

## Underarter
Arten delas in i följande underarter:
- D. s. striatopunctatum
- D. s. subdepressum